# Willem Oosting
Willem Adriaan Johan Oosting (Dordrecht, 9 juli 1898 – Wageningen, 5 september 1942) was een Nederlands landbouwkundig ingenieur, bodemkundige en de grondlegger van de bodemkartering in Nederland aan de Landbouwhogeschool Wageningen.

## Loopbaan
Willem Oosting studeerde aanvankelijk chemie, maar ging naar Wageningen omdat hij zich voor landschap en vegetatie interesseerde.
Oosting ontwikkelde een methode om bodems ruimtelijk in kaart te brengen. In 1929 duidde hij deze methode aan als landbouwgeologische kartering, en drie jaar later komt voor het eerst de term bodemkaartering voor. Hij verzamelde daartoe gegevens in het veld, in en om profielkuilen. Hij bekeek geologie, geomorfologie, vegetatie en bodemvormende processen in hun onderlinge samenhang. Deze visie van de bodem als onderdeel van het landschap is later de fysiografische bodemkartering gaan heten. Hij heeft deze visie, na een bezoek aan de Duitse bodemkundige/geoloog Stremme in Danzig, in zijn promotieonderzoek in de omgeving van Wageningen toegepast.
Aanvankelijk was zijn promotor Edelman argwanend ten opzichte van de methodes van Oosting, maar later gaf hij zich gewonnen en paste zelfs de methode van Oosting toe en propageerde deze. Na de vroegtijdige dood van Oosting in 1942 werd zijn werk in de bodemkartering door Edelman voortgezet. Dit leidde in 1945 tot de oprichting van de Stichting voor Bodemkartering. Oosting's methoden werden tevens gebruikt voor de bodemkartering in Indonesië.
Oosting kan tevens worden beschouwd als grondlegger van de historische geografie in Wageningen. Hij publiceerde vanaf 1936 meerdere malen over de landschapsgeschiedenis, onder meer in zijn proefschrift. Oosting was tevens voorzitter van de Studiekring voor de geschiedenis van den landbouw.
Edelman zag Oosting als een teruggetrokken en argwanend geleerde, die een zekere bekendheid als wichelaar genoot. Oosting was via deze liefhebberij bevriend geraakt met Max van Hoffen, die door eerstgenoemde in archeologie en geschiedenis geïnteresseerd raakte. Oosting en zijn vrouw woonden vanaf 1926 in Wageningen-Hoog. In 1951 werd de naam van de straat langs zijn huis gewijzigd in Oostinglaan. Aan het einde van Oostings leven was Van Hoffen tot diens executeur-testamentair benoemd.
Dr. Ir. W.A.J. Oosting overleed in 1942 op 44-jarige leeftijd na een ziekbed.

## Publicaties
Hieronder volgt een selectie van zijn publicaties.
- Over de bepaling van den zuurgraad van een aantal indische kalkgronden : een vergelijking van verschillende methoden (1928);
- Over het zuurgraadprofiel van eenige Nederlandsche boschgronden (1928);
- Over de noodzakelijkheid eener landbouw - geologische karteering van den Nederlandschen bodem (1929);
- Landbouwgeologische karteering (1929);
- On the accuracy of electrometric and colorimetric methods for determining pH values of soils (1929);
- Agronomische karteering en profielstudie van Nederlandsche gronden (1930);
- Een vergissing van Dr. P. Vageler bij het aanwenden der slibanalyse (1930);
- Het natuurmonument Wolfheze (ca. 1935);
- Bodemkunde en bodemkarteering: in hoofdzaak van Wageningen en omgeving (dissertatie, 1936);
- Opmerkingen bij het proefblad normalisatie grondsoorten (1937);
- Geologische kaart van Nederland in hoofdzaak volgens de onder leiding van Dr. P. Tesch, m.i. opgenomen Geol. Kaart des Rijks (1:50.000) (1937);
- IJzeroer en beken in de kom van Barneveld (1937);
- Landbouwkaarten: een beroep op de beoefenaren der landbouwwetenschap en op onze landbouwkundige ingenieurs in het bijzonder (1937);
- Over de namen van grondsoorten in de praktijk (1938);
- Verdere bijdrage tot de agronomische kartografie en toponymie van Wageningen en omgeving (1938);
- Landbouwonderwijs en culturele ontwikkeling (1939);
- Een en ander over de verkenmerken van ons landschap in het bijzonder over de z.g. landmerken of grensteekens (1940);
- De bescherming der praehistorische monumenten (1940);
- Bodemkunde, bodemkaarten en streekplannen (1942);
- De Duitsche bodemschattingswet van 1934 (1942).